# Castell de Xerta
El Castell de Xerta és un edifici de Xerta (Baix Ebre) declarada Bé Cultural d'Interès Nacional.

## Descripció
Al turó que hi ha sobre el jardí de la Vil·la Retiro hi ha restes d'alguns murs fets amb maçoneria, que estan esglaonats pel pendent i formen diversos nivells en el terreny.

## Història
Segons Carreras i Candi a Xerta s'aixecava fins a les primeries del segle actual la Torre de la Campana. Malgrat tot, aquest castell no ha estat pròpiament documentat, encara. Es diu que fins 1917 o 18 encara quedava alguna torre del castell als peus.